# 루돌프 바이어
루돌프 바이어(독일어: Rudolf Bayer, 1939년 5월 7일~ )는 1972년 이래로 뮌헨 공과 대학교에서 정보과학 (명예)교수로 재직중이다. 그는 B-트리와 UB-트리라는 자료구조를 개발한 것으로 유명하다.
그는 2001년 ACM SIGMOD 에드가 코드 혁신상을 수상하였다.